# Modello di Georgi-Glashow
Nell'ambito della fisica delle particelle, il modello di Georgi-Glashow è una specifica teoria della grande unificazione (GUT) proposta da Howard Georgi e Sheldon Glashow nel 1974. Nel modello di Georgi-Glashow, i gruppi di gauge SU(3)xSU(2)xU(1) del modello standard compaiono come sottogruppi di un unico gruppo semplice – SU(5). Affinché la fisica prevista dalla teoria rispecchi i fenomeni osservati alle basse ed alte energie, il modello implementa un meccanismo di rottura spontanea della simmetria, rottura che avviene al di sotto di una scala energetica molto alta (dell'ordine di grandezza dei 1015 GeV) nota come scala della grande unificazione.
Il modello di Georgi-Glashow combina i leptoni e i quark in singole rappresentazioni irriducibili del gruppo SU(5). Per questo motivo, esso include interazioni che non conservano il numero barionico B né il numero leptonico L. Il numero quantico sempre conservato nelle interazioni è la differenza B-L. Oltre ai 12 portatori di forza del modello standard, il modello prevede che esistano 12 bosoni di gauge dotati di carica elettrodebole e di colore, raggruppati complessivamente sotto il nome di bosoni X ed Y. La comparsa di questi nuovi bosoni permette ad alcuni fenomeni, altrimenti vietati dal modello standard, di verificarsi. Tra questi, il più importante dal punto di vista fenomenologico è senz'altro il decadimento del protone, mediato dal processo
{\displaystyle u+u\ \rightarrow \ (X)\rightarrow \ e^{+}\ +\ {\overline {d}}}
La teoria prevede che il decadimento debba avvenire in un tempo medio dell'ordine dei 1029 anni. I dati sperimentali finora raccolti, fissando il limite minimo della vita media del protone a 1033 anni, dimostrano la sostanziale inesattezza del modello, almeno nella sua formulazione originaria. Nonostante questo ed in virtù della sua eleganza formale, il modello di Georgi-Glashow si propone come un possibile punto di partenza per lo sviluppo di una teoria più completa, in accordo con le evidenze sperimentali. 